# Eumenes pseudodimidiatipennis
Eumenes pseudodimidiatipennis är en stekelart som beskrevs av Giordani Soika. Eumenes pseudodimidiatipennis ingår i släktet krukmakargetingar, och familjen Eumenidae. Inga underarter finns listade i Catalogue of Life.